# داريل شيبرد
داريل شيبرد (بالإنجليزية: Darrell Shepard)‏ هو لاعب كرة قدم أمريكية أمريكي، ولد في 15 يوليو 1959.